# Warren Granados
Warren Alberto Granados Quesada (né le 6 décembre 1981 à San Ramón au Costa Rica) est un joueur de football international costaricien, qui évoluait au poste de milieu de terrain.

## Biographie

### Carrière en sélection
Avec l'équipe du Costa Rica, il joue 6 matchs (pour 2 buts inscrits) en 2009. Il figure notamment dans le groupe des sélectionnés lors de la Gold Cup de 2009.
Il participe également aux JO de 2004.
Il joue également la Coupe du monde de football des moins de 20 ans 2011 à Salta.